# My Pokémon Ranch
My Pokémon Ranch (みんなのポケモン牧場, Min'na no Pokemon Bokujō) é um canal do Nintendo Wii da série Pokémon que Pode ser baixado do WiiWare, no Wii Shop Channel. Foi lançado no Japão em Março de 2008, custando 1000 WiiPoints.Tem suporte para o WiiConnect24.
Com o canal é possível transferir Pokémon de Pokémon Diamond & Pearl e usar um Mii para cuidar deles. 